# Prosopocera decelliana
Prosopocera decelliana là một loài bọ cánh cứng trong họ Cerambycidae.